# Arthur Quoquochi
Arthur Quoquochi (né le 26 septembre 1949 à Wemotaci, dans la province de Québec au Canada) est un joueur et entraîneur professionnel canadien de hockey sur glace.

## Carrière de joueur
Joueur d'origine attikamek, il fut éduqué au pensionnat autochtone de Pointe-Bleue, où il subit des mauvais traitements qui l'ont profondément marqué. Il participe au début des années 1960 au Tournoi international de hockey pee-wee de Québec dans l'équipe des « Indiens du Québec » composée de joueurs de diverses communautés autochtones. Dès cette époque, son lancer frappé puissant terrorisait les gardiens adverses. Au tournoi de 1962, il compte à lui seul 7 buts dans un match.
Il joue son hockey junior à Montréal avant d'être repêché par les Bruins de Boston en 1969. Il remporte la Coupe Memorial à sa dernière saison avec le Canadien junior. Par la suite, il évolue trois saisons dans le hockey professionnel sans toutefois atteindre la Ligue nationale de hockey. Il se retire du hockey en 1972.
Il est par la suite devenu travailleur communautaire, domaine où il pratique toujours aujourd'hui.

## Statistiques de carrière
| Saison    | Équipe                          | Ligue |    | Saison régulière | Saison régulière | Saison régulière | Saison régulière | Saison régulière |   | Séries éliminatoires | Séries éliminatoires | Séries éliminatoires | Séries éliminatoires | Séries éliminatoires |
| Saison    | Équipe                          | Ligue | PJ | B                | A                | Pts              | Pun              | PJ               | B | A                    | Pts                  | Pun                  |                      |                      |
| 1967-1968 | Canadien junior de Montréal     | AHO   | 54 | 11               | 10               | 21               | 41               | -                | - | -                    | -                    | -                    |                      |                      |
| 1968-1969 | Canadien junior de Montréal     | AHO   | 54 | 18               | 10               | 28               | 51               | -                | - | -                    | -                    | -                    |                      |                      |
| 1969-1970 | Golden Eagles de Salt Lake City | WHL   | 24 | 6                | 3                | 9                | 0                | -                | - | -                    | -                    | -                    |                      |                      |
| 1969-1970 | Blazers d'Oklahoma City         | LCH   | 28 | 0                | 1                | 1                | 6                | -                | - | -                    | -                    | -                    |                      |                      |
| 1970-1971 | Bears de Hershey                | LAH   | 65 | 8                | 10               | 18               | 16               | 4                | 0 | 1                    | 1                    | 0                    |                      |                      |
| 1971-1972 | Braves de Boston                | LAH   | 18 | 2                | 1                | 3                | 11               | -                | - | -                    | -                    | -                    |                      |                      |
| 1971-1972 | Golden Seals de Columbus        | LIH   | 22 | 9                | 11               | 20               | 14               | -                | - | -                    | -                    | -                    |                      |                      |
| 1971-1972 | Generals de Flint               | LIH   | 19 | 1                | 5                | 6                | 4                | 4                | 1 | 2                    | 3                    | 0                    |                      |                      |